# Tokachi-dake
Der Tokachi-dake (jap. 十勝岳, 2077 m T.P.) ist ein aktiver Schichtvulkan auf der japanischen Insel Hokkaidō. Er befindet sich im Daisetsuzan-Nationalpark im Zentrum der Insel und liegt 25 Kilometer nordöstlich von Furano. Etwa zwei Kilometer nordöstlich des Tokachi-dake befindet sich mit dem Biei-dake ein weiterer aktiver Vulkan. In den letzten 10.000 Jahren waren die Eruptionen des Tokachi-dake begleitet von pyroklastischem Auswurf und Lavaströmen und werden als Strombolianische und leichte bis moderate Plinianische Eruptionen klassifiziert. Da die Wintersaison im Gebiet des Tokachi-dake lang ist, ist die Gefahr von pyroklastischer Schlammströmnen, sogenannten Laharen, recht groß. Im 20. Jahrhundert gab es zwei größere Eruptionen, und zwar in den Jahren 1926 und 1962.

## Formationen des Vulkans
Zum Tokachi-dake gehören mehrere vorwiegend andesitische Schichtvulkankegel sowie Lavadome, die entlang einer von Nordost nach Südwest verlaufenden Linie angeordnet sind. Der Vulkan erhebt sich über einer Ebene, die aus pleistozänem Tuff aufgebaut ist. Einige Explosionskrater und Schlackenkegel befinden sich an den oberen Flanken des Vulkans, wobei die jüngsten, während des Holozän entstandenen Formationen am nordwestlichen Teil des Berges zu finden sind.

## Eruptionen
In historischer Zeit sind zahlreiche Ausbrüche bekannt, die meisten wurden von leichten bis mittelschweren phreatischen Explosionen begleitet. Die letzten beiden größeren Ausbrüche fanden 1926 und 1962 statt. Während des Ausbruchs von 1926 brach ein Teil des Zentralkegels zusammen und an der Nordwestflanke richtete eine Lawine aus Schutt und Schlamm große Verwüstungen an. Dabei entstand ein neuer Vulkankrater mit einem Durchmesser zwischen 130 und 300 Metern. Einige kleinere Eruptionen ereigneten sich von Dezember 1988 bis April 1989, eine sehr kleine Eruption wurde im April 2004 verzeichnet.
Im Dezember 2014 wurde von der Japan Meteorological Agency aufgrund vermehrte seismischer Aktivität im Gebiet die Warnstufe für den Tokachi-dake auf 2 angehoben, da eine kleinere Eruption für möglich gehalten wird. Diese Warnstufe ist verbunden mit der Empfehlung, sich nicht näher als einen Kilometer dem bedeutendsten bei der 1962er-Eruption entstandenen Krater zu nähern.